# Episodi di Su e giù per le scale (seconda stagione)
La seconda stagione della serie televisiva Su e giù per le scale è stata trasmessa in anteprima nel Regno Unito dalla Independent Television tra il 21 ottobre 1972 e il 19 gennaio 1973.
| nº | Titolo originale        | Titolo italiano | Prima TV UK      | Prima TV Italia |
| -- | ----------------------- | --------------- | ---------------- | --------------- |
| 1  | The New Man             |                 | 21 ottobre 1972  |                 |
| 2  | A Pair of Exiles        |                 | 28 ottobre 1972  |                 |
| 3  | Married Love            |                 | 4 novembre 1972  |                 |
| 4  | Whom God hath Joined... |                 | 10 novembre 1972 |                 |
| 5  | Guest of Honour         |                 | 17 novembre 1972 |                 |
| 6  | The Property of a Lady  |                 | 24 novembre 1972 |                 |
| 7  | Your Obedient Servant   |                 | 1º dicembre 1972 |                 |
| 8  | Out of the Everywhere   |                 | 8 dicembre 1972  |                 |
| 9  | An Object of Value      |                 | 15 dicembre 1972 |                 |
| 10 | A Special Mischief      |                 | 29 dicembre 1972 |                 |
| 11 | The Fruits of Love      |                 | 5 gennaio 1973   |                 |
| 12 | The Wages of Sin        |                 | 12 gennaio 1973  |                 |
| 13 | A Family Gathering      |                 | 19 gennaio 1973  |                 |